# Archeologia Viva
Archeologia Viva, periodico bimestrale edito da Giunti Editore, è la prima grande rivista italiana di divulgazione archeologica, fondata nel 1982 da Piero Pruneti, che è l'attuale direttore.
Gli argomenti trattati vanno dalla preistoria all'età moderna passando per le varie epoche e spaziando per tutte le culture del pianeta, con un'attenzione particolare per le civiltà del Mediterraneo. Gli articoli sono scritti da archeologi e storici di chiara fama, autori delle ricerche che vengono presentate; al tempo stesso è molto curato l'aspetto comunicazionale. Archeologia Viva propone anche eventi a cui tutti possono partecipare: festival di documentari archeologici, convegni, corsi e campagne di scavo. Cura il canale tematico web Archeologia Viva TV e i Viaggi di Archeologia Viva caratterizzati da approfonditi programmi di visita e accompagnati da un archeologo. Ogni anno Archeologia Viva organizza “tourismA - Salone Internazionale dell'Archeologia” negli spazi di Firenze Fiera e "Firenze Archeofilm - Festival Internazionale del Cinema di Archeologia Arte Ambiente" al Cinema La Compagnia di Firenze.